# Категоріальна помилка
Категоріальна помилка (помилка категорії, англ. category mistake) — семантична або онтологічна помилка, при якій об'єкти, що належать до певної категорії, представляються так, ніби вони належать до іншої категорії, або коли об'єктам приписується властивість, яку вони не могли б мати.
Наприклад, якщо відвідувач Оксфордського університету, оглянувши коледжі та бібліотеку, запитає: «А де ж університет?», то його помилка полягатиме в припущенні, що університет належить до категорії «одиниця інфраструктури», а не до категорії «установа».
Термін «категоріальної помилки» ввів Гілберт Райл у своїй книзі «Концепція свідомості» (1949), щоб усунути те, що він вважав плутаниною щодо природи свідомості в картезіанській метафізиці. Райл стверджував, що помилково розглядати свідомість як об'єкт, що складається з нематеріальної субстанції, оскільки твердження про субстанції не мають сенсу для сукупності схильностей та здібностей.